# Argon-argondatering
Argon-argondatering is een methode van radiometrische datering die gebruik maakt van het verval van in de natuur voorkomend radioactief kalium-40 naar argon-40. De methode is ontwikkeld als verbetering van kalium-argondatering. Net als kalium-argondatering wordt argon-argondatering met name gebruikt in de geologie om de ouderdom van gesteente of mineralen te bepalen.

## Achtergrond
Kalium is een lithofiel element, het heeft sterk de neiging zich in de buitenste "stenige" laag van de Aarde te concentreren. Het is zelfs het op zeven na meest voorkomende element in de aardkorst. Wegens het voorkomen van kalium in veel gesteentevormende mineralen is het bovendien in veel soorten gesteente voorhanden, met name in stollings- en metamorf gesteente. Vergeleken met andere isotopen van kalium heeft kalium-40 een lage abundantie (slechts 0,01167% van alle kaliumdeeltjes op Aarde zijn van de isotoop kalium-40).
Argon is een edelgas, het is inert en vormt geen bindingen met de mineralen in gesteente. Een dergelijk vluchtig element bevindt zich op Aarde voornamelijk in de atmosfeer. Als mineralen onder een bepaalde temperatuur afkoelen, kan argon dat in het mineraal ontstaat door radio-verval echter niet langer uit het kristalrooster ontsnappen. Het blijft dan in het mineraal "gevangen" tot de sluitingstemperatuur opnieuw wordt overschreden.

## Methode
Bij argon-argondatering wordt het monster beschoten met neutronen uit een kernreactor. Hierdoor vervalt een deel van de kalium-39 in het monster naar argon-39. Bij verhitting onder vacuüm valt de kristalstructuur uiteen en komt het argon vrij als gas. Om de efficiëntie van de bestraling met neutronen te meten wordt tegelijk met het monster een standaard beschoten met een bekende ouderdom en fractie kalium-39. Dit maakt het mogelijk de vrijgekomen hoeveelheid argon-39 nauwkeurig te bepalen. Net als bij kalium-argondatering wordt het monster in een extreem hoog vacüum geanalyseerd, om vervuiling met atmosferisch argon te voorkomen. Vervolgens wordt via massaspectrometrie de verhouding tussen argon-39 en argon-40 gemeten. In tegenstelling tot kalium-argondatering hoeft er bij argon-argondatering maar een meting verricht te worden, waarbij beide isotopen van argon tegelijk bepaald worden.
Met de gemeten hoeveelheid argon-39 kan de in het monster aanwezige hoeveelheid kalium-39 berekend worden. De moederisotoop kalium-40 heeft een bekende natuurlijke abundantie ten opzicht van kalium-39. Daarom kan ook de in het monster aanwezige hoeveelheid kalium-40 berekend worden. De meting geeft daarnaast ook de dochterisotoop (argon-40) zodat zowel moeder als dochter bekend zijn; hiermee wordt de ouderdom van het monster bepaald.
Bij de berekening van de ouderdom moeten nog verschillende correcties worden gemaakt. Ondanks het hoge vacuüm is enige vervuiling met atmosferisch argon-40 normaal. Om voor deze vervuiling te corrigeren kan de hoeveelheid argon-36 worden gemeten. De natuurlijke verhouding tussen argon-36 en argon-40 is bekend, zodat de hoeveelheid atmosferisch argon-40 bepaald kan worden. Deze dient van de gemeten hoeveelheid argon-40 te worden afgetrokken. Tijdens de neutronenbestraling kunnen ongewenste producten uit kalium en calcium ontstaan, waarvoor ook gecorrigeerd moet worden.
Argon-argondatering werd voor het eerst gebruikt door Craig Merrihue en Grenville Turner in 1966. De methode heeft als voordeel ten opzichte van kalium-argon dat ongelijke verdeling van kalium over het monster niet langer een factor is. Ook kan bij argon-argon het monster stapsgewijs verhit worden, waarbij telkens de ouderdom berekend wordt uit het ratio van de vrijgekomen argonisotopen. De verschillende metingen wijken van elkaar af als het monster na vorming aan alteratie heeft blootgestaan.